# Bisphenol S
Bisphenol S (BPS) ist eine chemische Verbindung aus der Gruppe der Bisphenole, bei der die zentrale Methylengruppe durch eine Sulfonylgruppe ersetzt wird.

## Darstellung
Bisphenol S wird aus zwei Äquivalenten Phenol und einem Äquivalent Schwefelsäure dargestellt. 
{\displaystyle {\ce {2 (C6H5OH) + H2SO4 -> (C6H4OH)2SO2 + 2 H2O}}}
Es entsteht neben 4,4’-Sulfonyldiphenol auch das 4,2′-Sulfonyldiphenol als Nebenprodukt
Es sind auch Reaktionen mit anderen Sulfonierungsmitteln in z. B. Chlortoluolen beschrieben.

## Verwendung
Bisphenol S wird bei Polymerreaktionen (zum Beispiel bei der Herstellung von Polysulfon) eingesetzt. Es wird auch als Bestandteil von Epoxidharzen und als Antikorrosionsmittel und galvanotechnischer Hilfsstoff sowie als Zwischenprodukt zur Herstellung von Flammschutzmitteln, Thermodruckpapier und weiterem verwendet. Eine Studie aus dem Jahr 2015 zeigte, dass Bisphenol S in 3 % der untersuchten Thermopapiere nachgewiesen werden konnte. Der Mittelwert des Bisphenol-S-Gehalts lag bei 10 mg/g Thermopapier (Bereich = 8,3–12,6 mg/g).
Auf dem EU-Markt erhöhte sich der Anteil der Thermopapiere auf BPS-Basis zwischen 2018 und 2019 von 21 % auf 39 %.
In der Schweiz ist die Verwendung von Thermopapieren mit BPS – mit Ausnahme von Spezialanwendungen (Selbstklebeetiketten, Medizinal- und Laborbereich etc.) – seit Mitte Dezember 2020 verboten.

## Toxikologie

### Endokrine Wirkung
In einem In-vitro-Test an einer menschlichen Zelllinie wird die Produktion von 17β-Estradiol durch Bisphenol A und Bisphenol F, aber nicht durch Bisphenol S induziert. In demselben In-vitro-Testsystem wird die Testosteronfreisetzung sowohl für Bisphenol A als auch Bisphenol S gemessen: 100 µM Bisphenol S führen zu 67 % Reduktion der Testosteronfreisetzung in der Zelllinie. Bei Zebrafischen wurde eine Verminderung der Reproduktion gefunden. Bisphenol S wurde von der Nichtregierungsorganisation ChemSec aufgrund seiner endokrinen Eigenschaften in die SIN List („Substitute It Now!“, etwa: „Jetzt ersetzen!“) aufgenommen.

### Gesundheitliche Gefahren
Bisphenol S wurde 2012 von der EU gemäß der Verordnung (EG) Nr. 1907/2006 (REACH) im Rahmen der Stoffbewertung in den fortlaufenden Aktionsplan der Gemeinschaft (CoRAP) aufgenommen. Hierbei werden die Auswirkungen des Stoffs auf die menschliche Gesundheit bzw. die Umwelt neu bewertet und ggf. Folgemaßnahmen eingeleitet. Ursächlich für die Aufnahme von Bisphenol S waren die Besorgnisse bezüglich hoher (aggregierter) Tonnage sowie der Gefahren ausgehend von einer möglichen Zuordnung zur Gruppe der CMR-Stoffe und als potentieller endokriner Disruptor. Die Neubewertung fand ab 2014 statt und wurde von Belgien durchgeführt. Anschließend wurde ein Abschlussbericht veröffentlicht. Bis zum 17. Oktober 2022 lief eine öffentliche Konsultation zur Einstufung als besonders besorgniserregender Stoff (SVHC), im Anschluss wurde Bisphenol S im Januar 2023 auf die Kandidatenliste aufgenommen.
Es wurde festgestellt, dass Bisphenol S aus Thermoetiketten auf Lebensmittelverpackungen in Lebensmittel migrieren kann.

## Regulierung
Über den Safe Drinking Water and Toxic Enforcement Act of 1986 besteht in Kalifornien seit dem 29. Dezember 2023 eine Kennzeichnungspflicht für Produkte, die Bisphenol S enthalten.